# You Can Dance
You Can Dance – pierwsze wydawnictwo kompilacyjne Madonny. Wydawnictwo zawiera zremiksowane wersje wydanych wcześniej utworów oraz jeden utwór premierowy.
Album uznaje się za pierwszy remix-album zawierający piosenki połączone w jedną, ciągłą całość (utwory 1 – 4 na stronie A oraz 5 – 7 na stronie B płyty gramofonowej są zmiksowane w dwa osobne sety).
Wydawnictwo zostało opatrzone komentarzem, którego autorem jest dziennikarz muzyczny Brian Chin.
Płyta sprzedała się na całym świecie w 5 mln egzemplarzy (z czego ponad 1,7 mln w USA).

## Lista utworów
| #  | Tytuł | Czas |
| -- | --- | ---- |
| 1. | „Spotlight” Autor: Madonna Ciccone, Stephen Bray Producent: Stephen Bray Producent remiksu: John „Jellybean” Benitez                                          | 6:24 |
| 2. | „Holiday” Autor: Curtis Hudson, Lisa Stevens Producent: John „Jellybean” Benitez Producent remiksu: John „Jellybean” Benitez                                  | 6:32 |
| 3. | „Everybody” Autor: Madonna Ciccone Producent: Mark Kamins Producent remiksu: Bruce Forest, Frank Heller                                                       | 6:43 |
| 4. | „Physical Attraction” Autor: Reggie Lucas Producent: Reggie Lucas                                                                                             | 6:20 |
| 5. | „Over and Over” Autor: Madonna Ciccone, Stephen Bray Producent: Nile Rodgers Producent remiksu: Steve Thompson, Michael Barbiero                              | 7:11 |
| 6. | „Into the Groove” Autor: Madonna Ciccone, Stephen Bray Producent: Madonna Ciccone, Stephen Bray Producent remiksu: Shep Pettibone                             | 8:26 |
| 7. | „Where's the Party” Autor: Madonna Ciccone, Stephen Bray, Patrick Leonard Producent: Madonna, Patrick Leonard, Stephen Bray Producent remiksu: Shep Pettibone | 7:16 |

### Utwory bonusowe
|     | płyta kompaktowa |      |
| #   | Tytuł | Czas |
| --- | --- | ---- |
| 8.  | „Holiday (Dub Version)” Autor: Curtis Hudson, Lisa Stevens Producent: John „Jellybean” Benitez Producent remiksu: John „Jellybean” Benitez                                  | 6:56 |
| 9.  | „Into the Groove (Dub Version)” Autor: Madonna Ciccone, Stephen Bray Producent: Madonna Ciccone, Stephen Bray Producent remiksu: Shep Pettibone                             | 6:22 |
| 10. | „Where's the Party (Dub Version)” Autor: Madonna Ciccone, Stephen Bray, Patrick Leonard Producent: Madonna, Patrick Leonard, Stephen Bray Producent remiksu: Shep Pettibone | 6:21 |
|     | kaseta magnetofonowa |      |
| #   | Tytuł | Czas |
| 5.  | „Spotlight (Dub Version)” Autor: Madonna Ciccone, Stephen Bray Producent: Stephen Bray Producent remiksu: John „Jellybean” Benitez                                          | 4:50 |
| 6.  | „Holiday (Dub Version)” Autor: Curtis Hudson, Lisa Stevens Producent: John „Jellybean” Benitez Producent remiksu: John „Jellybean” Benitez                                  | 6:56 |
| 10. | „Over and Over (Dub Version)” Autor: Madonna Ciccone, Stephen Bray Producent: Nile Rodgers Producent remiksu: Steve Thompson, Michael Barbiero                              | 6:45 |
| 11. | „Into the Groove (Dub Version)” Autor: Madonna Ciccone, Stephen Bray Producent: Madonna Ciccone, Stephen Bray Producent remiksu: Shep Pettibone                             | 6:22 |

## Certyfikaty i sprzedaż
| Kraj              | Certyfikat          | Sprzedaż  |
| ----------------- | ------------------- | --------- |
| Australia         | platynowa płyta     | 100 000   |
| Belgia            | platynowa płyta     | 50 000    |
| Brazylia          | złota płyta         | 120 000   |
| Finlandia         | -                   | 30 000    |
| Francja           | platynowa płyta     | 300 000   |
| Hiszpania         | platynowa płyta     | 100 000   |
| Holandia          | złota płyta         | 50 000    |
| Irlandia          | platynowa płyta     | 100 000   |
| Japonia           | -                   | 185 000   |
| Kanada            | platynowa płyta     | 100 000   |
| Meksyk            | złota płyta         | 100 000   |
| Niemcy            | złota płyta         | 300 000   |
| Nowa Zelandia     | platynowa płyta     | 20 000    |
| Singapur          | 3 x platynowa płyta | 45 000    |
| Stany Zjednoczone | platynowa płyta     | 1 700 000 |
| Wielka Brytania   | platynowa płyta     | 300 000   |
| Włochy            | 3 x platynowa płyta | 300,000   |

## Single
| #  | Tytuł                       | Data wydania  | [ 2 ] | Unia Europejska | [ 3 ] | Polska |
| -- | --------------------------- | ------------- | ----- | --------------- | ----- | ------ |
| 1. | Spotlight (tylko w Japonii) | kwiecień 1988 | –     | –               | –     | –      |